# Heather Hemmens
Heather Hemmens (Maine, 10 luglio 1988) è un'attrice statunitense.

## Biografia
Cresciuta in Maine da madre costaricana e padre di origini europee, pratica arti marziali e raggiunge il traguardo di cintura nera. La casa dov'è cresciuta, nelle foreste di Waldo, non aveva acqua corrente ed era fatta perlopiù di legno, con energia elettrica prodotta da un generatore. Sua sorella, Natalie Hemmens, è una disegnatrice di borse, e uno dei suoi due fratelli, Jason Hemmens è un musicista jazz. Ha frequentato la Mount View High School a Thorndike, nel Maine, prima di poter frequentare il liceo d'arte Walnut High School for the Arts vicino a Boston per i suoi ultimi due anni di liceo. Si trasferisce a Los Angeles per affermarsi come attrice dopo la scuola.

## Carriera
Nel 2004 fa un cameo come groupie in Pop Rocks, nel 2005 in The Dukes of Hazzard come una ragazza, nel 2006 in Glory Road come una ragazza latina, nel 2008 in The Candy Shop come Yanni, nel 2009 in Road to the Altar come Z.
Nel 2006 ha avuto il ruolo di Paris Brooks in un episodio di CSI:NY e nel 2007 il ruolo di Stephanie Bennett in un episodio di CSI: Miami. 
Ha recitato anche nel ruolo di Freddy in Senza traccia.
Hemmens ha anche diretto e prodotto i piccoli film "Perils of an Active Mind", dove ha recitato nel ruolo di Kim, e "Designated", entrambi commercializzati nel 2010.
Nel 2010 entra nel cast di Hellcats nel ruolo di Alice Verdura accanto ad Ashley Tisdale ed Aly Michalka.
Nel 2011 Hemmens ha avuto un ruolo importante in I tre moschettieri (film 2011) come Alexandra d'Artagnan. 
Il suo ultimo progetto è Complicity, del 2012, nel quale riveste il ruolo di Kimberly.
Nel 2018 Heather viene scelta per interpretare il ruolo di Maria De Luca nel remake della serie TV andata in onda tra il 1999 e il 2002 Roswell (serie televisiva) ossia Roswell, New Mexico scritta e prodotta da Carina  Adly Mackenzie.

## Vita privata
Hemmens vive attualmente a Los Angeles, dove si è trasferita dopo aver vissuto a Vancouver, dove aveva girato Hellcats.

## Filmografia

### Cinema
- Hazzard, regia di Jay Chandrasekhar (2005)
- Glory Road (Glory Road), regia di James Gartner (2006)
- The Candy Shop, regia di Alton Glass (2008)
- Road to the Altar, regia di Annie Lynch (2009)
- Perils of an Active Mind, regia di Heather Hemmens - cortometraggio (2010)
- 3 Musketeers, regia di Cole S. McKay (2011)
- Rise of the Zombies - Il ritorno degli zombie, regia di Nick Lyon (2012)
- Complicity, regia di C.B. Harding (2013)

### Televisione
- Pop Rocks, regia di Ron Lagomarsino - film TV (2004)
- CSI: NY – serie TV, episodio 3x07 (2006)
- CSI: Miami – serie TV, episodio 6x01 (2007)
- Senza traccia (Without a Trace) – serie TV, episodio 6x02 (2007)
- Hellcats – serie TV, 22 episodi (2010-2011)
- Grey's Anatomy – serie TV, episodi 10x01-10x02 (2013)
- The Vampire Diaries – serie TV, episodio 5x19 (2014)
- Yellowstone – serie TV, episodi 1x05-1x06-1x07 (2018)
- Roswell, New Mexico – serie TV, 52 episodi (2019-2022)